# St. Margareta (Aiterhofen)

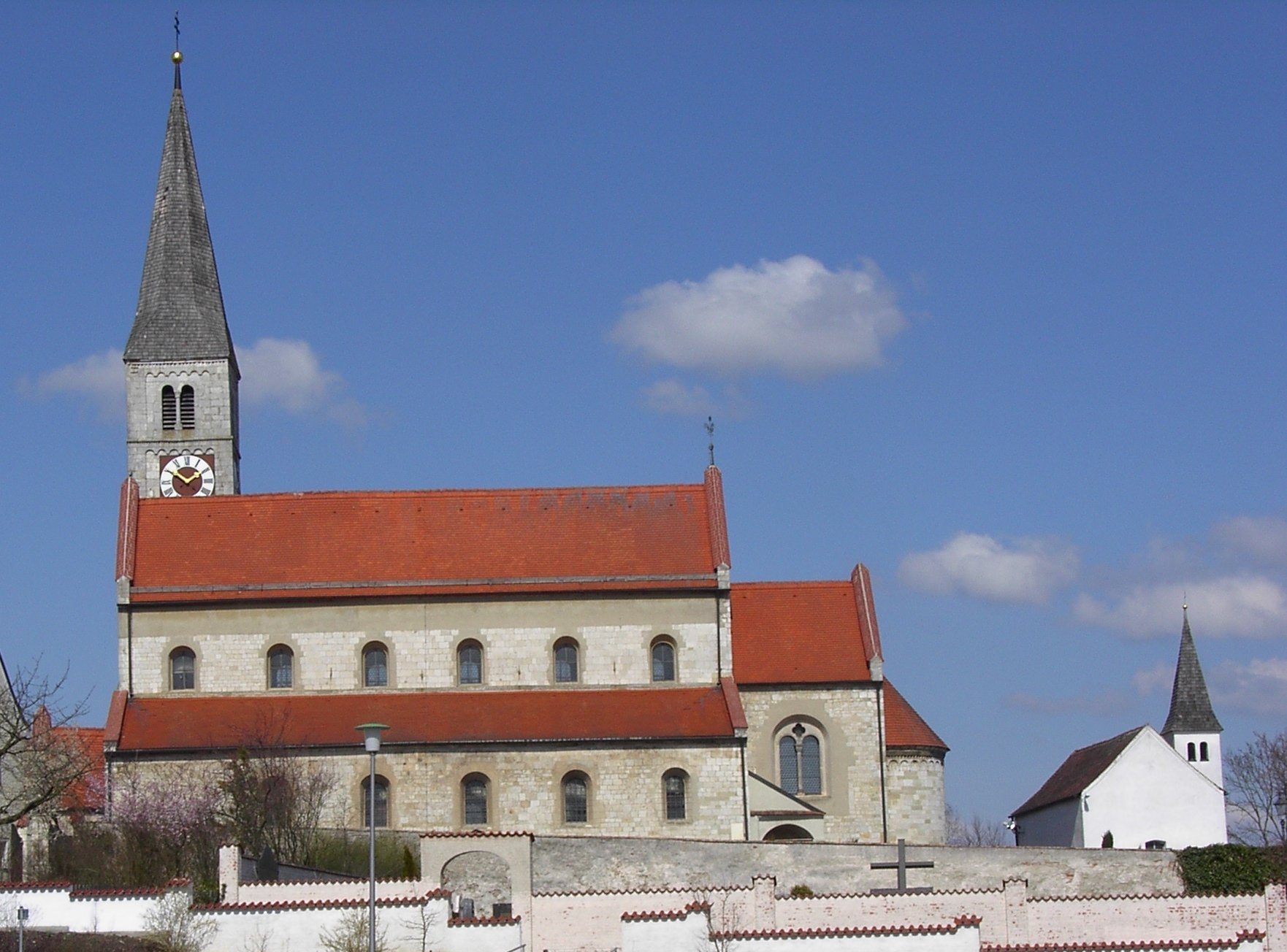
Pfarrkirche St. Margareta

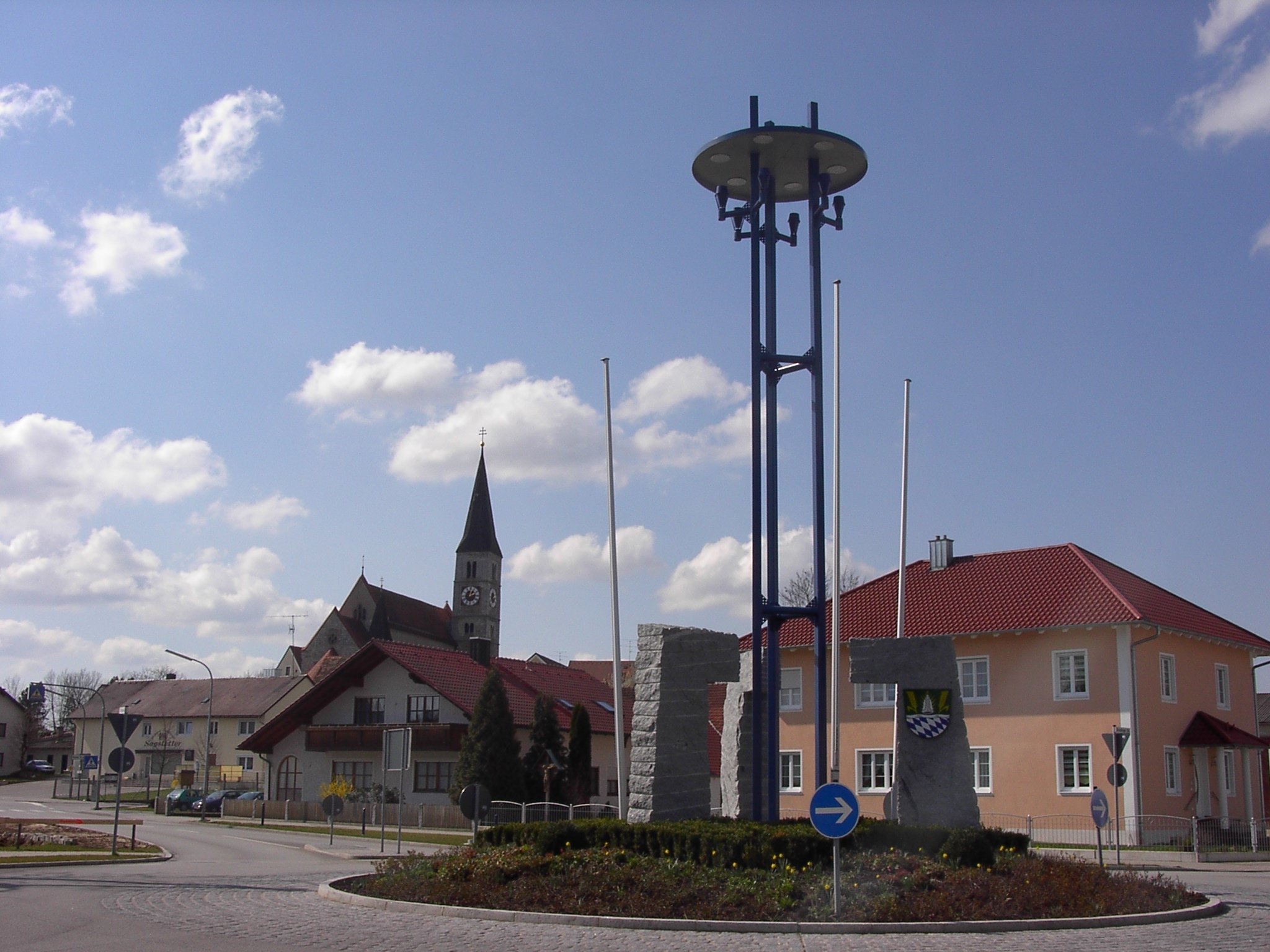
Pfarrkirche St. Margaretha inmitten der Ortslage

Die römisch-katholische Pfarrkirche St. Margareta ist ein denkmalgeschütztes Kirchengebäude in Aiterhofen im Landkreis Straubing-Bogen (Bayern).

## Geschichte und Architektur
Über die Baudaten gibt es keine gesicherten Erkenntnisse. Durch Stilvergleiche wird der Baubeginn im ersten Viertel des 13. Jahrhunderts angenommen. Die dreischiffige Basilika ist ein wichtiges Beispiel romanischer Architektur, die über die Jahrhunderte verändert wurde. Für eine Dorfkirche jener Zeit war der Bau überdimensioniert und auch die Ausstattung war zu hochwertig. Im 18. Jahrhundert wurde die Kirche barockisiert, in dieser Zeit wurden auch die Fenster vergrößert. Nur das Fenster in der Apsis blieb in ursprünglicher Größe erhalten. Bei der Renovierung im Jahr 1913 wurde die Ausstattung und die Ausmalung überarbeitet. Um das Gebäude in der Substanz zu erhalten, wurden von 1990 bis 1995 umfangreiche Maßnahmen ergriffen.
Im Außenbau ist im Wesentlichen das Aussehen aus spätromanischer Zeit erhalten. Die Architektur wirkt schwer, Gliederungen und Schmuck wurden nur sehr sparsam eingesetzt. Der Turm an der Nordseite besitzt fünf Geschosse und der Turm an der Südseite, ist etwa so hoch wie das Seitenschiff. Die Kalksteinquader des Langhauses sind exakt gesetzt. Der Chorbereich ist niedriger als das Langhaus, die Apsis mit dem kegelförmigen Dach ist leicht eingezogen. Die Seitenschiffe schließen gerade.
Die verputzten Wände im Inneren sind weiß gestrichen, die bemalten Architekturelemente heben sich deutlich ab.

## Ausstattung
- Im 18. Jahrhundert wurden Altäre und Figuren im barocken Stil angeschafft.
- Am Chorbogen befinden sich Darstellungen von Engeln, die um das Kruzifix schweben.
- Der Hochaltar ist in rot und schwarz gefasst und so breit wie der Chorabschluss. Auf dem Altargemälde ist die Hl Margareta zu sehen. Sie sitzt auf einem Drachen. Über der Mensa stehen in weiß und Gold gefasste Skulpturen der Apostel Petrus und Paulus.
- Der linke Seitenaltar stammt aus der Barockzeit.
- Auf dem rechten Seitenaltar stehen die Figuren des Josef und der Anna, hinter der ihre Tochter Maria steht. Maria wird von Anna belehrt.
- Das Altargemälde des rechten Seitenaltares ist eine Arbeit von Christian Wink. Es zeigt die Huldigung des Jesuskindes durch die Erdteile.
- Die polygonale Kanzel steht an einem Pfeiler auf der Südseite des Langhauses. Der Schalldeckel ist im Stil der Neoromanik ausgeführt. Die Kanzel steht auf einer Säule, sie ist über einen Aufgang begehbar.
- Die Orgelbaufirma Anton Ehrlich baute 1874 eine Orgel mit einem Manual und acht Registern ein. In das unverändert erhaltene Gehäuse wurde 1981 ein neues Instrument mit 18 Registern eingebaut, das 1995 um ein Zungenregister ergänzt wurde.[2]